# Pezoporus
Pezoporus là một chi chim trong họ Psittacidae.

## Các loài
- Pezoporus flaviventris[2]
- Pezoporus occidentalis
- Pezoporus wallicus